# Tekkonkinkreet
Tekkonkinkreet (Nhật: 鉄コン筋クリート Hepburn: Tekkonkinkurīto) là một bộ seinen manga Nhật Bản, do tác giả Matsumoto Taiyō viết và minh họa, ban đầu được đăng nhiều kỳ từ năm 1993 đến năm 1994 trên tạp chí Big Comic Spirits của Shogakukan. Với bối cảnh đặt tại thành phố hư cấu Takaramachi (Thị trấn Châu báu), câu chuyện chính xoay quanh hai đứa trẻ đường phố mồ côi - Kuro (Đen) cứng cỏi, kháu khỉnh và Shiro (Trắng) trẻ con, ngây thơ, cùng nhau vạch ra kế hoạch đối phó với một băng đảng yakuza đang lăm le chiếm lấy Thị trấn Châu báu.
Vào tháng 1 năm 1999, đạo diễn Kōji Morimoto cho ra mắt một bộ phim thí điểm. Sau đó, tác phẩm này được chuyển thể thành phim hoạt hình dài vào năm 2006, do Michael Arias đạo diễn và Studio 4°C phát triển. Phiên bản điện ảnh của Tekkonkinkreet ra mắt tại Nhật Bản vào tháng 12 năm 2006, còn bộ truyện thì được xuất bản lần đầu bằng tiếng Anh với tên gọi Tekkonkinkreet: Black & White.

## Nội dung
Trong khi manga tập trung vào nhiều chủ đề cốt truyện, thì bộ phim chuyển thể chứa hầu hết tất cả các tình tiết được thể hiện trong manga.
Phim kể về hai đứa trẻ mồ côi, Kuro (ク ロ "Đen") và Shiro (シ ロ "Trắng"), khi chúng cố gắng giữ quyền kiểm soát đô thị Takaramachi ở châu Á, từng là một thị trấn hưng thịnh và giờ là một đống đổ nát. Trong khi đó, khu ổ chuột thì liên tục xuất hiện những cuộc chiến tranh giành lãnh địa giữa các băng nhóm tội phạm. Kuro là một kẻ bạo lực và ham chơi, coi Takaramachi là "thị trấn của mình". Shiro trẻ hơn và có vẻ như bị thiểu năng trí tuệ, thường xuyên đắm chìm trong một thế giới ảo giác. Chúng tự gọi mình là "Mèo". Bất chấp sự khác biệt rõ rệt, cả hai vẫn giúp đỡ và hỗ trợ cho nhau, tương tự như nguyên lý âm dương của Đạo giáo Trung Quốc.
Trong một lần thực hiện "nhiệm vụ", cặp đôi đối mặt với những tên du côn khác, rồi cuối cùng Kuro hạ gục ba thành viên băng đảng Yakuza đang đe dọa một người bạn xã hội đen của cậu. Băng Yakuza đó làm việc cho Snake (蛇), người đứng đầu một tập đoàn có tên "Kiddy Kastle". Snake có kế hoạch phá bỏ và xây dựng lại Takaramachi thành một công viên giải trí để phù hợp với mục tiêu và ước mơ của mình. Khi Kuro can thiệp quá nhiều vào công việc của hắn ta, thì Yakuza được cử đến để khử cậu bé, nhưng kế hoạch diễn ra không như mong muốn. Snake tỏ ra phẫn nộ và sau đó ủy thác nhiệm vụ cho "ba sát thủ" nguy hiểm có biệt danh là Dragon, Butterfly và Tiger, những kẻ có năng lực gần như siêu phàm.
Để cứu lấy Kuro và chính bản thân, Shiro phải giết sát thủ đầu tiên Dragon bằng cách tưới xăng và châm lửa, thiêu sống hắn ta. Sát thủ thứ hai Butterfly truy đuổi Shiro và đâm cậu bé bằng một thanh kiếm samurai. Shiro sau đó được đưa đến bệnh viện. Hai viên cảnh sát, những người đã theo dõi cả Snake và hai cậu bé, quyết định bắt Shiro vì "lợi ích của riêng cậu", còn Kuro thì lặng lẽ nhìn chằm chằm theo cậu bé, vì biết rằng sẽ rất khó khăn nếu cả hai chăm sóc nhau trong hoàn cảnh bị săn đuổi. Kuro sau đó rơi vào trạng thái trầm cảm.
Song song với câu chuyện của hai đứa trẻ, bộ phim còn theo chân Kimura (木村), một người đàn ông bình thường bị cuốn vào vòng xoáy tội ác, dẫn đến vụ ẩu đả với Kuro. Rốt cuộc, Snake buộc Kimura phải kết liễu ông chủ kiêm cố vấn cũ của anh, Suzuki (鈴木), nhằm ngăn sự cạnh tranh từ ông ấy. Sau khi Kimura hoàn thành nhiệm vụ, anh vô cùng bàng hoàng khi chính tay hạ sát người mà mình yêu quý. Khi được Snake triệu tập, Kimura tức giận và giết chết gã trùm Yakuza, rồi cùng người vợ đang mang thai bỏ trốn khỏi Takaramachi. Nhưng, bọn thuộc hạ của Snake đã bắn hạ Kimura.
Trong khi cảnh sát cảm thấy Shiro tốt hơn hết nên ở bên họ (ngoài lề thành phố Takaramachi), thì Shiro cảm thấy trống rỗng khi không có Kuro ở đó để hỗ trợ cậu. Cùng lúc đó, Kuro sớm phát triển một nhân cách khác biệt với cái tên "minotaur", và bóng tối trong con người cậu bắt đầu trỗi dậy. Mọi chuyện lên đến đỉnh điểm khi Shiro được một trong những sĩ quan đưa trở lại Takaramachi và dẫn đến một hội chợ địa phương. Tại đó, Kuro ảo tưởng đang cố gắng cho mọi người thấy rằng "Shiro", trên thực tế là một con búp bê, đã trở lại cuộc sống. Khi Kuro bị tấn công bởi hai sát thủ còn lại của Snake, thì con búp bê bị phá hủy, và rồi cơn thịnh nộ trong người Kuro dâng trào, khiến những tay sát thủ lần lượt ngã xuống trước bàn tay của cậu bé. Sau đó, cậu phải đối mặt với con người thật của mình, và buộc phải chiến đấu với "minotaur", kẻ đang muốn chiếm lấy toàn bộ con người Kuro. Cuối cùng, Kuro đã chiến thắng mặt tối của mình và đoàn tụ với Shiro, rồi cả hai chơi đùa cùng nhau trên một bãi biển.

## Các ấn phẩm truyền thông

### Manga
Taiyō Matsumoto là người sáng tác và minh họa Tekkonkinkreet. Ban đầu, bộ manga được đăng nhiều kỳ từ năm 1993 đến 1994 trên Big Comic Spirits thuộc Shogakukan. Sau đó, Shogakukan biên soạn các kỳ truyện thành ba tập tankōbon, phát hành từ ngày 7 tháng 2 năm 1994 đến ngày 30 tháng 5 năm 1994, rồi tái bản bộ truyện trong một tập duy nhất vào ngày 15 tháng 12 năm 2006.
Tại Bắc Mỹ, bộ truyện mang tên Black & White, và bắt đầu xuất bản trên số đầu tiên của tạp chí Pulp của Viz Media vào tháng 12 năm 1997, cùng với Strain, Dance till Tomorrow và Banana Fish. 2/3 phần truyện đã được xuất bản trên tạp chí, rồi bị Bakune Young thế chỗ vào tháng 9 năm 1999. Viz Media xuất bản ba tập từ ngày 8 tháng 3 năm 1999 đến ngày 30 tháng 11 năm 2000. Năm 2007, Viz Media phát hành bộ truyện thành một tập duy nhất, với tựa đề Tekkonkinkreet: Black & White vào ngày 25 tháng 9 năm 2007.

#### Danh sách các tập
| # | Phát hành chính ngữ | Phát hành chính ngữ | Phát hành en              | Phát hành en  |
| # | Ngày phát hành      | ISBN                | Ngày phát hành            | ISBN          |
| - | ------------------- | ------------------- | ------------------------- | ------------- |
| 1 | 7 tháng 2 năm 1994  | 4-09-184731-5       | 8 tháng 3 năm 1999        | 1-56931-322-9 |
| 2 | 4 tháng 4 năm 1994  | 4-09-184732-3       | 5 tháng 1 năm 2000        | 1-56931-432-2 |
| 3 | 30 tháng 5 năm 1994 | 4-09-184733-1       | ngày 30 tháng 11 năm 2000 | 1-56931-490-X |

### Phim hoạt hình

#### Thí điểm
Năm 1999, một bộ phim hoạt hình CG thí điểm đã được phát hành. Phim do Morimoto Kōji chỉ đạo, trong khi khâu tạo hình các nhân vật do Sugita Naoko đảm nhiệm. Takeuchi Hiroaki đóng vai trò sản xuất, còn Lee Fulton là giám sát hoạt hình, và đạo diễn của bộ phim dài năm 2006 là Michael Arias đứng vị trí đạo diễn đồ họa máy tính. Toàn bộ 4 phút ngắn ngủi của tác phẩm được hoàn thành với đội ngũ 12 người.

#### Phim 2006
Cả ba số manga đã được chuyển thể thành bộ phim hoạt hình dài cùng tên năm 2006, do Michael Arias đạo diễn và Studio 4 °C thực hiện. Tekkonkinkreet công chiếu tại Nhật Bản vào ngày 23 tháng 12 năm 2006. Thành phố được lột tả trong Tekkonkinkreet được xem là "nhân vật trung tâm của bộ phim" và thiết kế của nó lấy cảm hứng từ cảnh quan ở Tokyo, Nhật Bản; Hồng Kông; Thượng Hải, Trung Quốc; và Colombo, Sri Lanka để mang lại màu sắc châu Á. Bộ đôi chơi nhạc điện tử người Anh Plaid sáng tác phần nhạc, còn Asian Kung-Fu Generation thì thể hiện bài hát chủ đề "Aru Machi no Gunjō".
Tác phẩm có sự góp mặt của dàn diễn viên sau:
| Nhân vật                                   | Diễn viên Nhật Bản  | Diễn viên lồng tiếng Anh**                    |
| ------------------------------------------ | ------------------- | --------------------------------------------- |
| Kuro/The Minotaur                          | Ninomiya Kazunari   | Scott Menville                                |
| Shiro                                      | Aoi Yū              | Kamali Minter                                 |
| Kimura                                     | Iseya Yūsuke        | Rick Gomez                                    |
| Sawada                                     | Kankurō Kudō        | Tom Kenny                                     |
| Suzuki aka Rat                             | Tanaka Min          | David Lodge                                   |
| Gramps                                     | Naya Rokurō         |                                               |
| Fujimura                                   | Nishimura Tomomichi | Maurice LaMarche                              |
| Ông trùm                                   | Mugihito            | John DiMaggio                                 |
| Choco                                      | Ōmori Nao           | Alex Fernandez                                |
| Vanilla                                    | Okada Yoshinori     | Quinton Flynn                                 |
| Game thủ                                   | Morisanchuu         |                                               |
| Dawn                                       | Tamaki Yukiko       | Yuri Lowenthal                                |
| Dusk                                       | Yamaguchi Mayumi    | Phil LaMarr                                   |
| Akutso*                                    | Harumi Asoi         |                                               |
| Yasuda*                                    | Imaizuma Atsushi    |                                               |
| Ocohima*                                   | Bryan Burton-Lewis  |                                               |
| Snake                                      | Motoki Masahiro     | Dwight Schultz                                |
| Vợ của Kimura*                             | Inoue Marina        | Kate Higgins                                  |
| Bác sĩ*                                    | Kobayashi Osamu     | Steven Jay Blum                               |
| Bộ ba sát thủ (Dragon, Butterfly và Tiger) |                     | Crispin Freeman Dave Wittenberg Matt McKenzie |

*-Vai trò nhỏ
**-Không được ghi danh trên DVD

## Đón nhận

### Manga
Tekkonkinkreet nhìn chung nhận được sự đón nhận nồng nhiệt từ giới chuyên môn, chủ yếu nhắm vào phần cốt truyện, đặc biệt là nét vẽ nghệ thuật và phong cách của Matsumoto. Jason Henderson của Mania.com đã viết bài đánh giá tập thứ ba của manga. Anh ghi nhận sự ảnh hưởng của Matsumoto bởi truyện tranh và văn học Pháp, cũng như làm thế nào mà ông ấy có thể tạo ra được một "câu chuyện thực sự xuất sắc, pha trộn giữa sự nhạy cảm của Nhật Bản với cái nhìn và nhịp điệu châu Âu". Matthew J. Brady của Manga Life cho bộ truyện này điểm "A", ca ngợi nét vẽ nghệ thuật độc đáo và biểu cảm, nhận định rằng nó giống như một thứ được tìm thấy trong những cuốn truyện tranh độc lập của Mỹ hoặc châu Âu hơn là trong manga tiêu chuẩn, cũng như so sánh phong cách của ông với các nghệ sĩ phương Tây Brandon Graham, Corey Lewis và Bryan Lee O'Malley. Anh cũng viết rằng mối quan hệ và tính cách của các nhân vật chính rất có sức thuyết phục, mặc dù khả năng nhào lộn và chiến đấu siêu phàm của họ là không bình thường. Brady kết luận: "Đó là một cuốn sách phong phú mà bạn có thể nghiền ngẫm để tiêu hóa được tất cả nội dung của nó". Shaenon K. Garrity bình luận: "Tekkon Kinkreet là một trong những truyện tranh có nét vẽ ấn tượng nhất mà tôi biết. Matsumoto có thể vẽ ra bất cứ cái quái gì từ bất kỳ thứ gì, và phong cách vẽ bậy, bị ảnh hưởng bởi graffiti mà ông ấy sử dụng ở đây là hoàn hảo cho cái câu chuyện điên rồ, đầy hành động này". Garrity nói thêm rằng đây cũng là một câu chuyện dữ dội và hai nhân vật trung tâm "đáng yêu và cảm động một cách đáng ngạc nhiên", và rằng "mối quan hệ kỳ quặc, âu yếm một cách vụng về, nhưng đầy sức mạnh của chúng" là cốt lõi của manga". Joseph Luster, thuộc tạp chí Otaku Mỹ, cảm thấy rằng tình anh em giữa Kuro và Shiro là tâm hồn bộ truyện. Luster nhận xét rằng nét vẽ nghệ thuật của Matsumoto "ban đầu sẽ khó nuốt đối với một số người, nhưng tôi nghĩ rằng bất cứ ai thả hồn vào truyện sẽ không muốn bỏ qua nó"; đồng thời kết luận: "Tekkonkinkreet là một thành tựu vĩ đại sẽ truyền cảm hứng cho các nghệ sĩ, và những người khác sẽ dễ dàng đón nhận nó". Deb Aoki của About.com đã chấm Tekkonkinkreet 4,5/5 sao. Aoki ít nhiệt tình hơn về với nét vẽ của Matsumoto, viết rằng tầm nhìn đẹp như mơ của ông ấy về một thành phố Nhật Bản đã bất chấp các quy luật phối cảnh một cách "hỗn loạn". Tuy nhiên, cô khẳng định sức hấp dẫn chính của bộ truyện là câu chuyện của nó, cộng với "cái cách mà nó chạm đến trái tim của mọi người"; "hai đứa trẻ mồ côi trở thành biểu tượng của cuộc đấu tranh giữa hai bộ mặt tương phản: ngây thơ và hư hỏng, hy vọng và hoài nghi, hư vô và thực tế".
Kai-Ming Cha từ Publishers Weekly đã xếp Tekkon Kinkreet: Black and White đứng thứ nhất trong "Top 10 Manga của năm 2007".

### Phim
Phim đạt 74% tỉ lệ đồng thuận trên Rotten Tomatoes, dựa trên 19 bài đánh giá, đồng thời nhận được điểm số trung bình là 65/100 trên Metacritic, dựa trên 9 phê bình gia.
Chris Beveridge, khi viết trên tờ Mania, đã tuyên bố:"Mặc dù không phải là một bộ phim đáng mong đợi đối với những fan anime truyền thống, nhưng kết thúc cuối phim là một thứ có thể dự đoán được nhưng lại hấp dẫn một cách lạ kỳ." Chris Johnston ở Newtype USA đã viết: "Dù bạn xem bộ phim này nhiều đến mức nào đi chăng nữa, thì đây cũng là một tác phẩm mà không một fan anime nghiêm túc nào nên bỏ lỡ".

## Giải thưởng
Manga đã giành được Giải thưởng Eisner năm 2008 cho "Best U.S. Edition of International Material—Japan". Tekkonkinkreet đã giành được "Giải thưởng Phim hay nhất" tại Giải thưởng Điện ảnh Mainichi năm 2006.  Năm 2008, nó nhận được giải "Câu truyện gốc hay nhất" và "Chỉ đạo nghệ thuật xuất sắc nhất" từ Hội chợ Anime quốc tế Tokyo. Tekkonkinkreet cũng đã giành được Giải thưởng Viện Hàn lâm Nhật Bản năm 2008 cho Phim hoạt hình của năm.